# التربة الأوحدية
التربة الأوحدية هي نوع خاص من الأراضي الوقفية التي انتشرت تاريخياً في فلسطين خلال العصر الإسلامي، وتتميز بعدم قابليتها للبيع أو التوريث أو الاستبدال، بل تُخصص إيراداتها حصراً لخدمة المسجد الأقصى في القدس. ويعود أصل هذه التسمية إلى ارتباطها الوثيق بالمسجد الأقصى، حيث اشتُقت كلمة "أوحدية" من تخصيص عائداتها "لوحيد" أو مكان واحد فقط، وهو المسجد الأقصى.

## تاريخ التربة الأوحدية
برزت التربة الأوحدية في العصور الإسلامية المتأخرة، خاصة خلال الفترات الأيوبية والمملوكية والعثمانية، حيث كان الحكام والوجهاء يخصصون مساحات من الأراضي الزراعية أو المباني لخدمة الأقصى. ويعود الفضل الأكبر في انتشار هذا النوع من الوقف إلى الإدراك المتزايد لأهمية المسجد الأقصى وضرورة ضمان استدامة مصادر تمويل صيانته وإدارته.

## شروط وأحكام التربة الأوحدية
تخضع هذه التربة لشروط وقف صارمة، منها عدم التصرف فيها بأي شكل من أشكال البيع أو الهبة أو الإرث. وعادةً ما تكون إدارتها بيد متولي وقف معين من قبل السلطات الدينية أو القضائية، ويشترط في استخدام عائداتها أن تكون لخدمة المسجد الأقصى فقط، سواء للصيانة أو للإنفاق على العاملين فيه أو لدعم الأنشطة التعليمية والدينية.

## المواقع الشهيرة للتربة الأوحدية
توجد التربة الأوحدية في مناطق متعددة من فلسطين، خصوصاً في القدس، حيث الأراضي الزراعية المحيطة بالمدينة أو المباني التي تم تخصيصها كوقف أوحدي. ومن أبرز الأمثلة عليها الأوقاف الموجودة في محيط المسجد الأقصى والتي أسهمت في الحفاظ عليه وحمايته من الضغوط الاقتصادية والسياسية.

## أهمية التربة الأوحدية
تتمثل أهمية التربة الأوحدية في أنها شكلت مصدراً ثابتاً ومستداماً لتمويل المسجد الأقصى، كما عززت ارتباط المسلمين بالقدس، حيث شعروا أن الحفاظ على هذه الأراضي والأوقاف جزء من واجبهم الديني تجاه المدينة المقدسة. ومن جانب آخر، فقد لعبت دوراً في تعزيز الاستقرار الاقتصادي والاجتماعي عبر توفير فرص عمل وتحفيز النشاط الاقتصادي حول المسجد الأقصى.

## التحديات الحالية
تواجه التربة الأوحدية اليوم تحديات عديدة أبرزها الضغوط السياسية ومحاولات الاستيلاء عليها أو تغيير طبيعتها القانونية من قبل السلطات الإسرائيلية، الأمر الذي يهدد بتغيير وظيفتها الأساسية ويقلل من مساهمتها في دعم المسجد الأقصى. لذا فإن الجهود مستمرة لحمايتها قانونياً ودولياً باعتبارها إرثاً تاريخياً وحضارياً هاماً.